# Eša Ligorio
Eša Ligorio (15 de abril de 1933-2 de abril de 2014) fue una deportista yugoslava que compitió en natación. Ganó una medalla de bronce en el Campeonato Europeo de Natación de 1954, en la prueba de 400 m libre.

## Palmarés internacional
| Campeonato Europeo | Campeonato Europeo | Campeonato Europeo | Campeonato Europeo |
| Año                | Lugar              | Medalla            | Prueba             |
| ------------------ | ------------------ | ------------------ | ------------------ |
| 1954               | Turín (Italia)     | Medalla de bronce  | 400 m libre        |